# Besiekierz Rudny
Besiekierz Rudny – wieś w Polsce położona w województwie łódzkim, w powiecie zgierskim, w gminie Zgierz.

## Historia
Do XVI wieku występuje jedna nazwa Besiekierz, która to pojawiła się po raz pierwszy w zapiskach w 1350 roku, jako Biesiekieres. Nazwa Besiekierz wywodzi się od staropolskiego słowa „kierz”, co oznacza dzisiejszy „krzak” oraz przedrostka „bez”. W połączeniu oznaczało to miejsce bez krzaków – Biezkrze. Dobra te należały do rodu Besiekierskich. W początkach XVI wieku występują już wszystkie współcześnie używane nazwy. W początkach XIX wieku Besiekierz Rudny liczył 3 domy i 17 mieszkańców. Na terenie sołectwa jeszcze niedawno występowały dwa przysiółki o nazwie Budy i Rudno. Budy to najprawdopodobniej osadnictwo XIX-wieczne, nieco starsze jest Rudno, które w 1827 roku liczyło 1 dom i 5 mieszkańców.
10 i 11 września 1939 żołnierze Wehrmachtu we wsi Biesiekierz Nawojowy i Biesiekierz Rudny zamordowali 13 mieszkańców (nazwiska ofiar zostały ustalone).
W latach 1975–1998 miejscowość administracyjnie należała do ówczesnego województwa łódzkiego.